# Beilschmiedia morobensis
Beilschmiedia morobensis är en lagerväxtart som beskrevs av André Joseph Guillaume Henri Kostermans. Beilschmiedia morobensis ingår i släktet Beilschmiedia och familjen lagerväxter. Inga underarter finns listade i Catalogue of Life.